# Jamie Sinclair
Pour les articles homonymes, voir Sinclair.
 (février 2021).
Le contenu est difficilement compréhensible vu les erreurs de traduction, qui sont peut-être dues à l'utilisation d'un logiciel de traduction automatique.
Jamie Ann Sinclair, née le 21 février 1992, est une joueuse de curling américano-canadienne. Elle est trois fois championne nationale américaine. Son adhésion à l'Association de curling des États-Unis se fait par l'intermédiaire de l'Association de curling de Charlotte en Caroline du Nord où elle a un certain nombre de relations personnelles,. 

## Jeunesse
Jamie Ann Sinclair est originaire d'Osgoode en Ontario. Elle grandit à Manotick  en banlieue d'Ottawa.

## Carrière de curling

### 2007–2013: Juniors
Jamie Sinclair remporte une médaille d'or aux Jeux d'hiver du Canada de 2007, jouant le rôle principal pour la patinoire Rachel Homan. Elle est membre de la patinoire Homan qui remporte le championnat provincial Bantam en 2006.  Elle gagne le championnat provincial de Bantam en 2009 en tant que capitaine.
Jamie Sinclair participe à son premier événement World Curling Tour (WCT), au Challenge Casino Lac Leamy 2011. La compétition se termine par un score de 1–2 dans son groupement et n'a pas fait les séries éliminatoires.
Sinclair et sa patinoire de Holly Donaldson, Chantal Allan et Casandra Raganold ont remporté le championnat provincial junior féminin en 2012, battant Lauren Horton 9–3. Cela a valu à sa patinoire le droit de représenter l' Ontario aux Championnats canadiens juniors de curling 2012 où ils ont terminé avec une fiche de 7-5, ratant juste les séries éliminatoires à la quatrième place.
Sinclair a remporté son deuxième titre provincial junior consécutif en 2013, avec un nouveau devant de Katelyn Wasylkiw et Erin Jenkins avec Donaldson toujours troisième. Aux Championnats canadiens de curling junior 2013 , son équipe a fait les séries éliminatoires, mais il a perdu en demi-finale au Manitoba de Shannon Birchard, se contenter de la troisième place.

### 2013-2016: Déménagement aux États-Unis
Pour la saison 2013-14, Sinclair a joué sur les équipes WCT des deux côtés de la frontière, en jouant en troisième pour le Ottawa -Basé Brit O'Neill patinoire, et la troisième pour la Saint - Paul, Minnesota -Basé Alexandra Carlson patinoire. Avec la patinoire Carlson, Sinclair a disputé le championnat de curling féminin des États-Unis 2014, terminant avec une fiche de 6–3 dans le tournoi à la ronde, mais perdant dans un match de bris d'égalité. À la fin de la saison, Sinclair a remporté les Championnats de curling SIC / CCA 2014, le championnat national universitaire du Canada pour l' Université Carleton .
En 2014, Sinclair s'est pleinement engagée à jouer hors des États-Unis et a déménagé au Minnesota. Pour la saison 2014-15, elle a joué troisième pour la patinoire Nina Roth , qui comprenait également Becca Hamilton et Tabitha Peterson. L'équipe a raté les séries éliminatoires du championnat de curling féminin des États-Unis 2015. L'équipe a disputé deux tournois du Grand Chelem, ratant les séries éliminatoires de la Classique féminine Colonial Square 2014 et de l' Open canadien de curling 2014 .
En 2015, Roth a quitté l'équipe, Sinclair assumant les fonctions de saut. Tabitha Peterson restant en tête et Tara Peterson rejoignant l'équipe en deuxième. À leur première saison ensemble, l'équipe a terminé 4e au Championnat de curling féminin des États-Unis 2016. L'équipe a joué dans un seul Chelem, le National 2015 , sans victoire.

### 2016-2020: Succès aux championnats nationaux
En 2016, Sinclair a formé une nouvelle équipe avec Alexandra Carlson, Vicky Persinger et Monica Walker.  Sinclair a trouvé beaucoup plus de succès avec sa nouvelle équipe, remportant les championnats américains de 2017, mais a raté d'aller au championnat du monde en raison de Nina Roth gagnant plus de points tout au long de la saison. Ils ont également joué pour l'équipe nord-américaine gagnante à la Coupe continentale 2017 de curling et ont atteint les quarts de finale du dernier Grand Chelem de la saison, la Coupe des champions de Humpty 2017 .
L'équipe a débuté la saison 2017-2018 en remportant l' AMJ Campbell Shorty Jenkins Classic . Aux essais olympiques de curling des États-Unis en 2017, ils ont raté leur chance de participer aux Jeux olympiques d'hiver de 2018 en perdant une série finale de trois matchs serrés contre l'équipe de Nina Roth.  Plus tard cette saison, ils ont défendu leur titre national, remportant le championnat de curling des femmes des États-Unis 2018. Représentant les États-Unis au championnat du monde féminin 2018, elles ont terminé quatrième, perdant le match pour la médaille de bronze face à la Russe Victoria Moiseeva. L'équipe Sinclair est entrée dans l'histoire au Championnat des joueurs 2018 lorsqu'ils sont devenus la première équipe américaine à remporter un tournoi du Grand Chelem. Ils ont terminé la saison avec une autre finition quart de finale à la Coupe des Champions de Humpty 2018 . 
La United States Curling Association changerait les équipes de haute performance la saison suivante pour le prochain quadriennal olympique. Sinclair continuerait à sauter avec les sœurs jumelles Sarah et Taylor Anderson jouant respectivement troisième et deuxième et Monica Walker continuerait à jouer la tête. L'équipe n'a pas connu une saison très réussie jusqu'au Championnat de curling féminin des États-Unis 2019 où elle a battu la patinoire Roth en finale. Au Championnat du monde de curling féminin 2019, l'équipe est allée 6 à 6 en terminant septième, ratant de peu les séries éliminatoires. 
La saison suivante, Walker a annoncé qu'elle se retirerait du curling compétitif. L'équipe a fait appel à Cory Christensen pour jouer troisième avec l'ancien coéquipier de Sinclair, Vicky Persinger, venant jouer deuxième. Les jumeaux Anderson joueraient le rôle principal et alternaient. La curleuse canadienne à la retraite Cathy Overton-Clapham s'est jointe au programme de haute performance à titre d'entraîneur de l'équipe Sinclair pour la saison 2019-2020. Ils gagneraient l' événement de tournée mondiale classique de curling de Red Deer Curling .
Au Championnat féminin des États-Unis 2020, l'équipe Sinclair n'a perdu qu'un seul match dans le tournoi à la ronde, remportant la première place des séries éliminatoires. Dans les séries éliminatoires d'une page contre deux, Sinclair a perdu contre l'équipe de Tabitha Peterson, qu'elle a affrontée à nouveau en finale après avoir battu l'équipe junior d'Ariel Traxler en demi-finale. Peterson a battu l'équipe Sinclair une deuxième fois dans la finale, avec un score final de 7-5, empêchant Sinclair d'égaliser le record de Debbie McCormick de quatre titres nationaux d'affilée. 

### Depuis 2020
En mars 2020, après une fin prématurée de la saison de curling en raison de la pandémie de COVID-19, Sinclair a annoncé via Twitter que ses coéquipiers avaient décidé de se séparer d'elle,. Plus tard pendant l'intersaison, il a été annoncé que Sinclair avait formé une nouvelle équipe, apportant Walker hors de sa courte retraite pour jouer au troisième et ajoutant deux bigoudis plus jeunes pour le front-end, Cora Farrell et Elizabeth Cousins, . 